# Cubillas de los Oteros
Cubillas de los Oteros est une commune d'Espagne dans la province de León, communauté autonome de Castille-et-León. Elle s'étend sur 12,48 km2 et comptait environ 147 habitants en 2015.